# 宇都宮輕軌
宇都宮輕軌（日语：／ Utsunomiya laitrail */?）是位於日本栃木縣宇都宮市內的路面電車輕軌系統，由宇都宮輕軌株式會社（宇都宮ライトレール株式会社）負責營運。宇都宮輕軌是由宇都宮市等單位出資的第三部門鐵道業者。總部位於栃木縣宇都宮市。
這是日本首次在沒有對現有鐵道路線進行擴建或改進的情況下將輕軌建設為全新鐵道路線，並且在一個過往尚無有軌電車的城市中以《鐵軌法》開通的路線，是自1948年富山地方鐵道伏木線（現為萬葉線株式会社运营的萬葉線）以來的首次。

## 路線列表

路線圖

現時宇都宮輕軌擁有1條路線。
| 路線顏色 | 記號 | 中文線名         | 日文線名 | 起點           | 終點                | 長度 （公里） | 車站數量 | 通車日期      |
| -------- | ---- | ---------------- | -------- | -------------- | ------------------- | ------------- | -------- | ------------- |
| 黃色     |      | 宇都宮芳賀輕軌線 |          | 宇都宮車站東口 | 芳賀·高根澤工業團地 | 14.6          | 19       | 2023年8月26日 |

## 使用車輛

宇都宮輕軌所用的列車暱稱「LIGHTLINE」及其標記

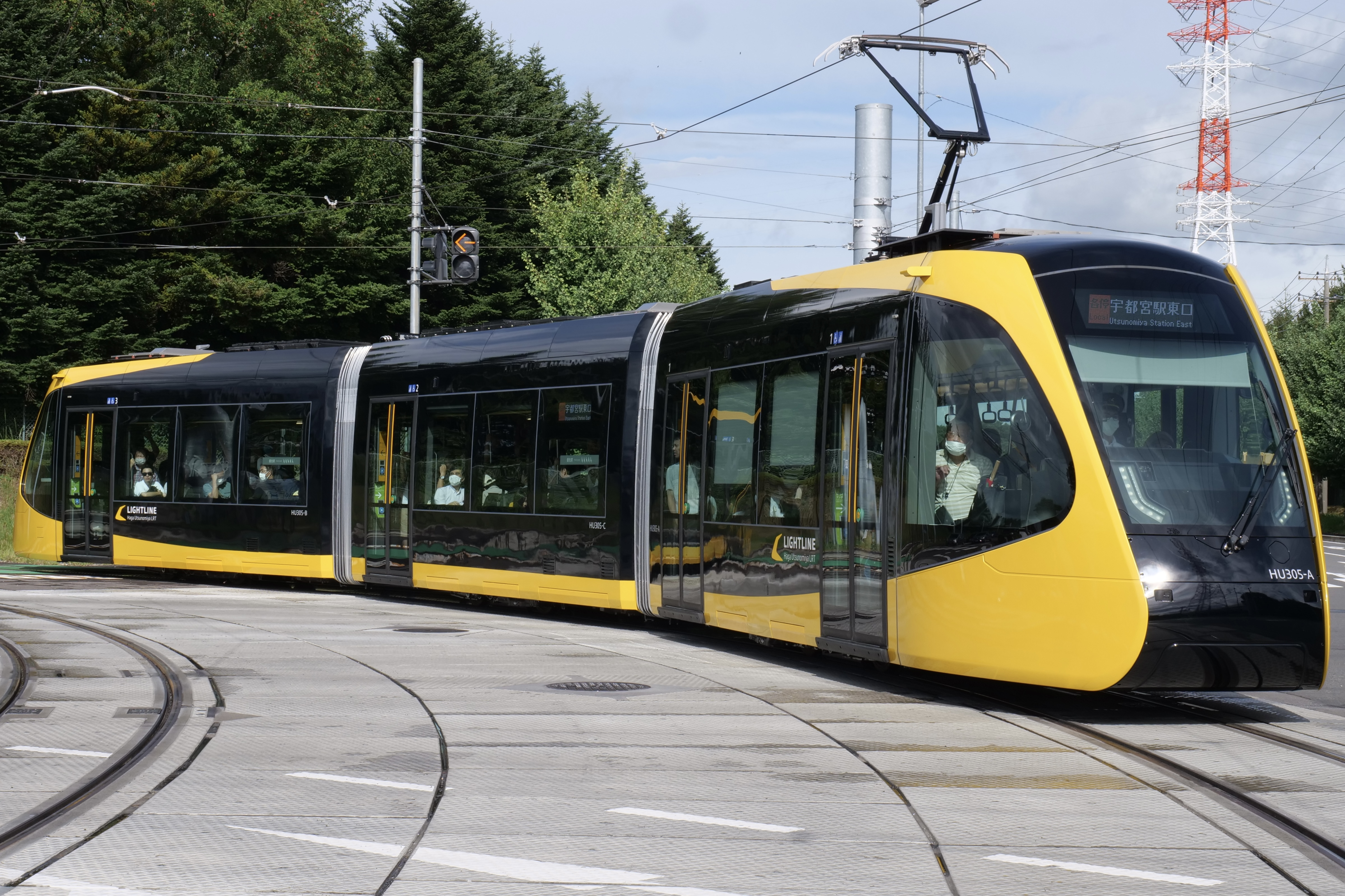
宇都宮輕軌採用的宇都宮輕軌HU300形電車。

現時共引入17列三輛編成列車，總共51節車廂的HU300形電車。全數採用三菱電機的鼠籠式馬達起動，由新潟運輸系統負責設計及生產。列車編號中的"H"和"U"分別代表芳賀町（Haga）和宇都宮市（Utsunomiya）；而採用3字頭編號則是因為每列列車皆由三節車箱組成。
2020年12月至2021年1月期間為車輛作公開命名，共設立了四個選項，最終「（LIGHTLINE）」在40,668票的總投票中取得了近半的得票（19,840票，48.8％）而當選。
首列列車於2021年5月27日被運送至宇都宮市，13小時移送至輕軌車廠。併結後於同年5月31日首度作公開展出。
編排上，向宇都宮站方向為1號車；往芳賀·高根澤工業團地方向為3號車。
為支持在地職業體育團體，把其中兩列列車改成為應援廣告列車，分別是宇都宮皇者的「BREX號」（306號列車）、及栃木SC的「栃木SC號」（309號列車）；至於首輛廣告列車則為JA LSupport（305號列車）。

## 乘車方式
宇都宮輕軌可接受以全國通用IC卡及以現金和整理劵的方式付款。

### IC卡
每組列車內的各車門兩旁均設有一組對應上、落車的IC卡感應器（即一組列車共設有16對上、落車感應器），列車到站時，全部車門均會打開，上車後將IC卡在下方綠色感應器拍卡便可，下車時則在上方的黃色感應器再次拍卡後便可下車。
根據宇都宮市政府的統計，開業首月，平均有超過92%的乘客使用IC卡，平日繁忙時間更幾乎是100%。

### 現金
先在各月台上的整理劵機取整理劵後再上車，到站時則只能利用列車最前端車門下車，把整理劵和車費投進錢箱後即可下車。錢箱亦可以進行IC卡增值及零錢兌換，但只接受一千円紙幣（增值及零錢兌換）、五百円、一百円及五十円硬幣（只限零錢兌換）。

## 使用人數
開業前，最初宇都宮市預計平日客量為約12,800人；土休日為4,400人；開業後首月，市政府公佈總使用人數為約42萬人，平日平均客量為12,000至13,000人，與預期相約，但土休日卻錄得由8,800人至20,000人的客量，其中9月3日（敬老之日）錄得最高的20,000人；相關的三連休日平均乘車人數為16,000人，是預計人數的四至五倍；另外當Green Stadium舉行J2栃木SC賽事時，使用量亦非常高，導致需要加開臨時班次。不過，市政府認為這或許是基於「開業特需」原因而導致土休日的使用量特別高，並表示會先再觀察一段時間後才決定是否在土休日增加班次。
2024年2月26日，即開業後半年，公佈平均日客量為平日13,000人；周末及假日為10,000人，當中宇都宮站東口為使用量最高的車站，而宇都宮大學陽東校園站則在周末及假日錄得極高的使用量，穩定的客量最終讓營運者宣佈4月1日進行首度時間表改正，除縮短行車時間、繁忙時間增班外，更於上午增設下行快速列車，停靠陽東校園站、平石、及清陵高校以東的各站，行車時間為42分鐘。

## 開業後出現的問題

### 交通事故
由於宇都宮輕軌是一條全新規劃的路線，對於以往慣常使用相關路段的駕駛者來說，新的交通規則仍未習慣，亦對行駛中的列車的警覺性不足，導致在併用路面上間中出現危險狀況，包括汽車的停車位置與輕軌安全區域過於貼近、部份車身甚或已位處緩衝區內、甚至有司機為了超車而駛入緩衝區域，令駕駛者與輕軌列車上的人員構成了安全隱患。而單單在開業的首月，就已經發生了三宗列車與汽車碰撞的事故，為此，市政府職員及縣警署局等多個部門隨即進行了一系列行動，如加強安全宣傳、實地巡視並找出交通黑貼，並派人駐守及增設提示標誌等。

### 列車延誤
自開業起，輕軌已出現經常誤點的狀況，當中很大程度上都是由於遇上較多使用現金的乘客，而令列車實際停留時間比預定時間為長而引起。雖然市政府表示使用全國互通IC卡乘搭輕軌的比例相當高，但在個別人流較多的車站，仍有乘客選擇採用車內使用現金支付車費，特別是在土休日的情況相對較為嚴重。
除此以外，輕軌在併用道路上並沒有使用優先權，燈號亦未必與列車行駛配合，再加上其他道路使用者的干擾，都會躭誤列車運行時間。

## 外部連結
- 芳賀・宇都宮LRT公式網頁 （页面存档备份，存于）
- 宇都宮ライトレール株式会社 （页面存档备份，存于） - 公式サイト
- 宇都宮市「芳賀・宇都宮LRT」專頁 （页面存档备份，存于）
- 雷都レールとちぎ （页面存档备份，存于）
- 宇都宮輕軌的X（前Twitter）